# Museu Condé

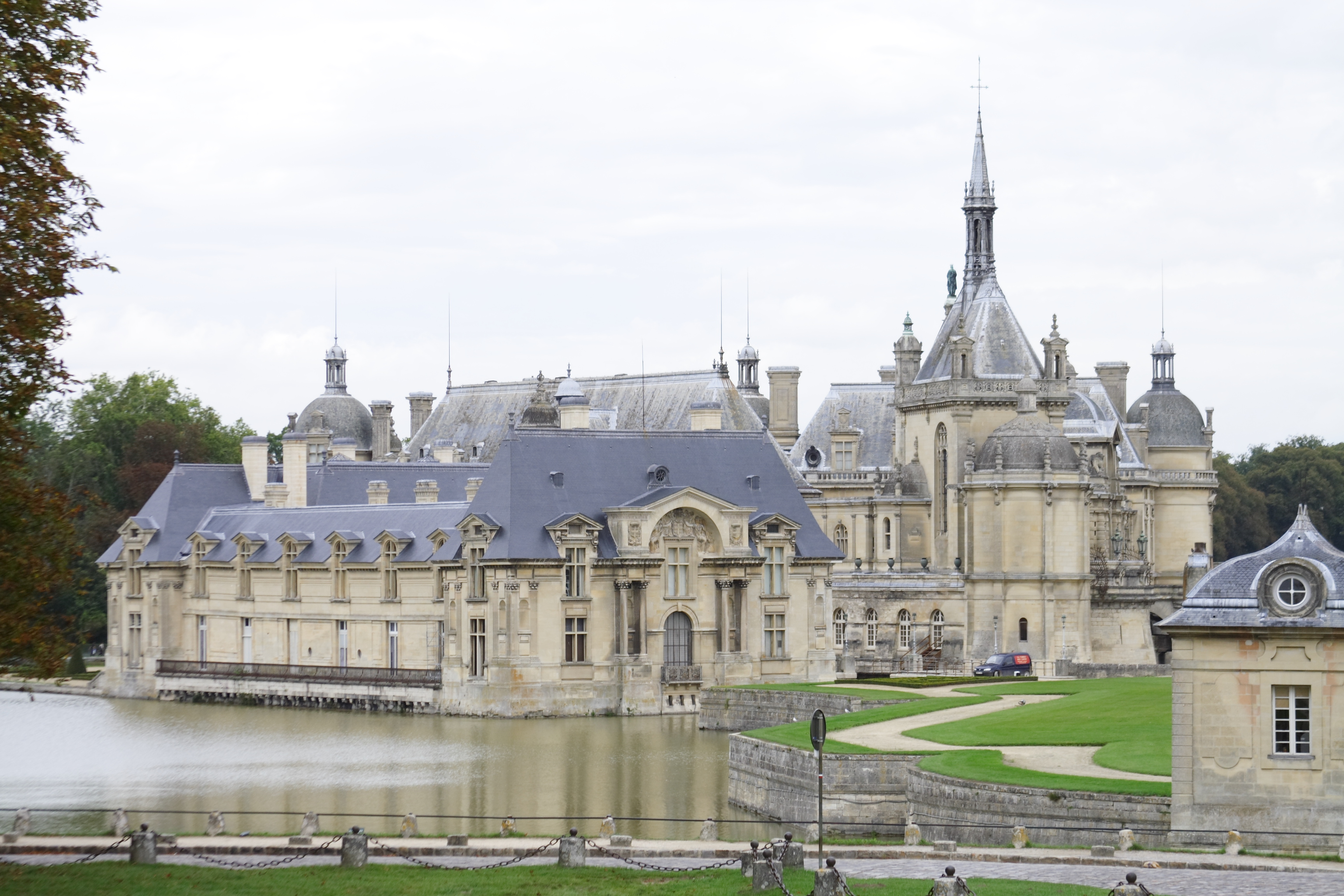
Vista actual del Castell de Chantilly, seu del Museu Condé

El Museu Condé és una institució ubicada al castell de Chantilly, actualment propietat de l'Institut de França, que custodia el llegat d'obres d'art del seu últim habitant, el príncep Enric d'Orleans (duc d'Aumale), fill del rei Lluís Felip I de França. Es diu Condé en honor del príncep Lluís II de Borbó-Condé, dit el Gran Condé, mariscal de l'exèrcit francès que va viure i remodelar el castell al segle xvii, present en abundants pintures i escultures del complex que forma el museu i avantpassat del duc d'Aumale. La localitat de Chantilly es troba a uns 60 quilòmetres al nord de París.
El complex, format pel castell i el museu, està format pel castell (que inclou les galeries de pintures; la capella; els apartaments del Gran Condé, al primer pis, al voltant del pati rectangular de capitania; els apartaments del duc d'Aumale, a la planta baixa de la mateixa zona, i diversos serveis, com ara una botiga, un restaurant, etc.), l'edifici de les cavallerisses i els jardins dissenyats per André Le Nôtre (el mateix que va fer els del Palau de Versalles). El museu alberga un fons artístic de considerable valor que inclou 800 pintures, 2.500 gravats, 2.500 dibuixos, i 30.000 llibres i manuscrits.
El duc d'Aumale no tenia fills i el seu nebot i fillol tampoc no tenia descendència. Com que el duc era membre de tres entitats (una d'elles la Comédie de París) que pertanyien a l'Institut de França, va donar el castell i el museu, amb les seves col·leccions, a l'Institut de França. Una de les coses que li havien preocupat més era recuperar pintures de la família. De cultura humanista, li interessava que els quadres "expliquessin històries", segons va dir el príncep d'Arenberg en un homenatge, i això d'explicar històries no ho fa, per exemple, la pintura impressionista —per aquesta raó, no n'hi trobarem ni un sol quadre. Les obres daten, doncs, des de la baixa edat mitjana fins a la primera meitat del segle xix. Quan va donar el museu, ho va fer amb ordre expressa que mai no es venguessin obres ni que se'n canviés la presentació ni la disposició. A conseqüència d'això, una particularitat d'aquest museu és que és un dels pocs que queden al món en què encara avui les obres s'exposen segons l'estil del segle xix, és a dir, omplint les parets i sense cap ordre cronològic ni estilístic.

## Història

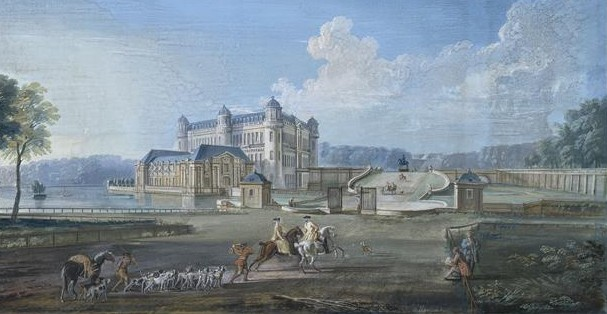
El castell, en el segle XVIII

Henri d'Orleáns, duc d'Aumale, neix a París el 1822, com novè (i penúltim) fill del rei Lluís Felip I de França (el cinquè de sexe baró). Encara que la seva formació va canalitzada cap a un futur com militar i diplomàtic, la revolució de 1848 li duu a l'exili a Anglaterra, on roman durant 22 anys.
Durant el seu exili, el duc d'Aumale estudia la història dels prínceps de Condé, de qui havia heretat el castell de Chantilly i una fabulosa fortuna.
El 1870 torna a França i instal·la la seva col·lecció en el castell. El 1876, adquireix al duc de Sutherland 148 retrats dibuixats. El 1884-86, el testament del duc i les posteriors disposicions motivades pel seu segon exili, fan que les col·leccions passin a les mans de l'Institut de França. El 1889 l'ancià duc regressa, i es fa càrrec novament de les col·leccions, encara que només en usdefruit, i continua enriquint-les fins a la seva defunció el 1897.

## Col·leccions

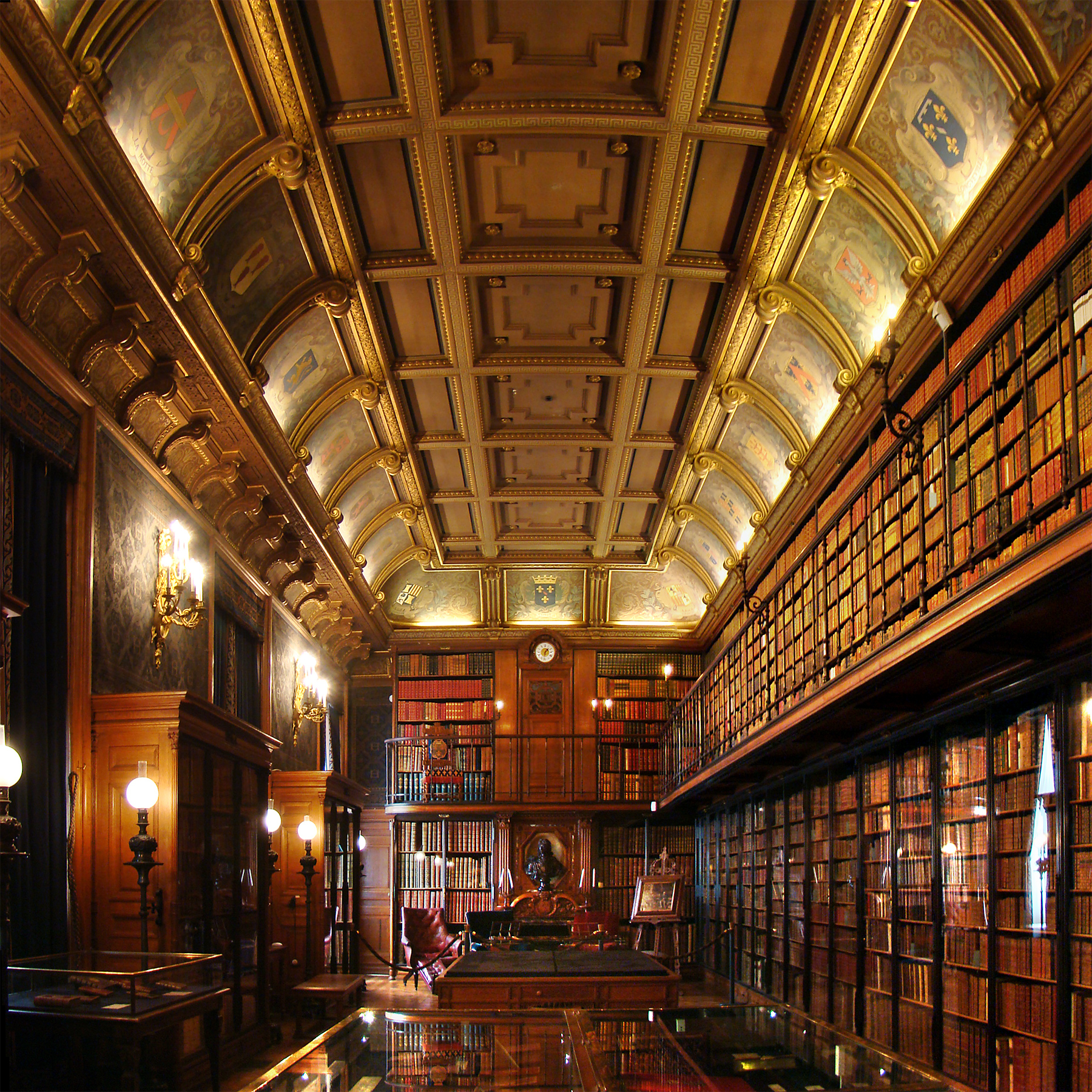
Gabinet dels llibres

La col·lecció de pintures inclou obres mestres de fama mundial, com Retrat de Simonetta Vespucci de Piero di Cosimo, Les Tres Gràcies i la Madonna de Loreto de Rafael, La massacre dels innocents de Poussin, el Autorretrat d'Ingres, i altres obres de Guido Cagnacci, Guercino, Watteau, Jean-Baptiste Greuze, Corot, Delacroix i Géricault, o La matança dels innocents de Nicolas Poussin.
La col·lecció de gravats inclou exemplars de famoses planxes d'Albrecht Dürer, com La malenconia i San Jerónimo en la cel·la.
La col·lecció de dibuixos inclou el Retrat de Léonore Sapata de Jean Clouet.
El fons bibliogràfic inclou com gran tresor el llibre miniat de Les molt riques hores del duc de Berry, dels germans Limbourg, realitzat cap a l'any 1410.

## Galeries

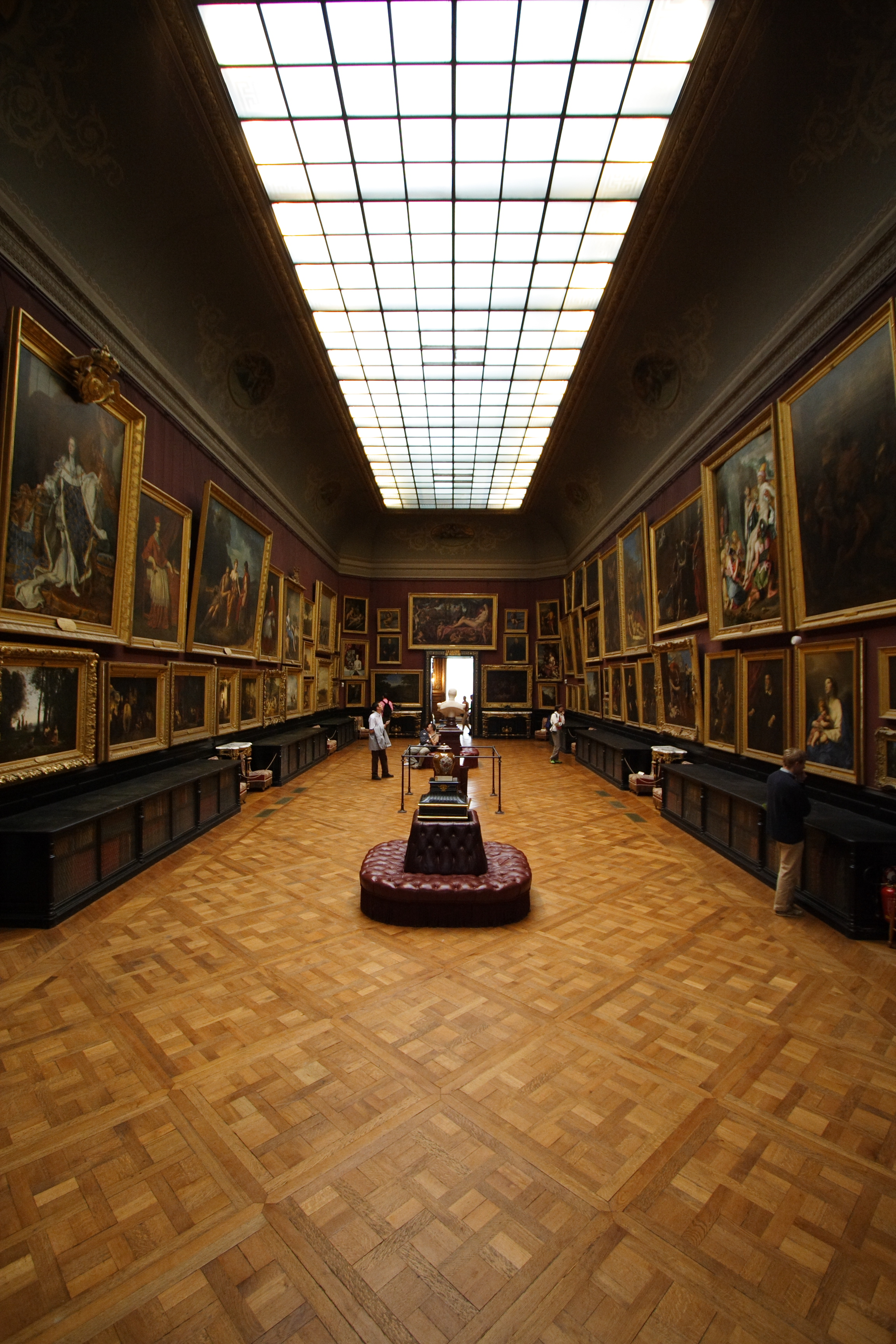
La galeria de les pintures. Els mobles baixos contenen llibres.

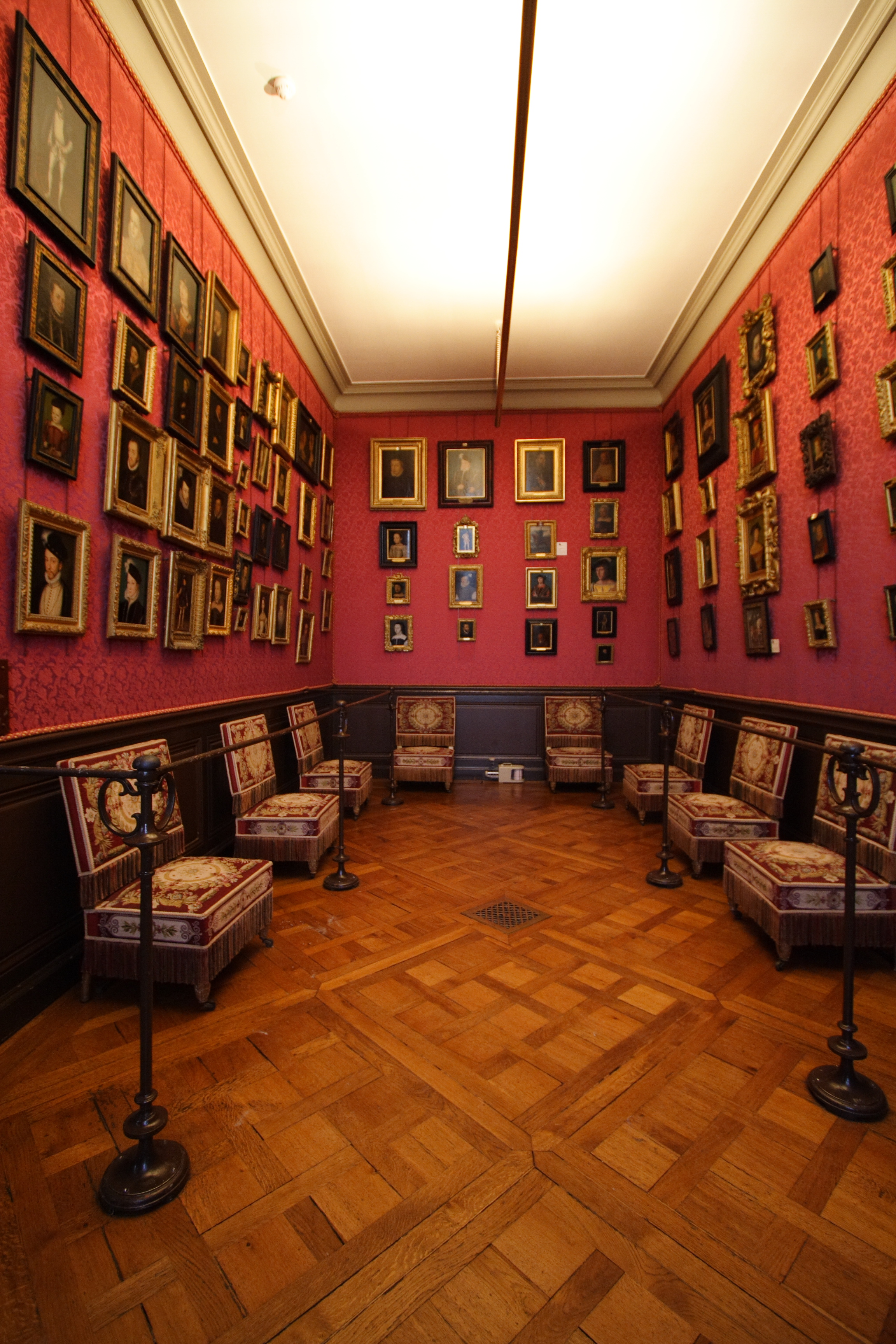
La sala Clouet, al logis

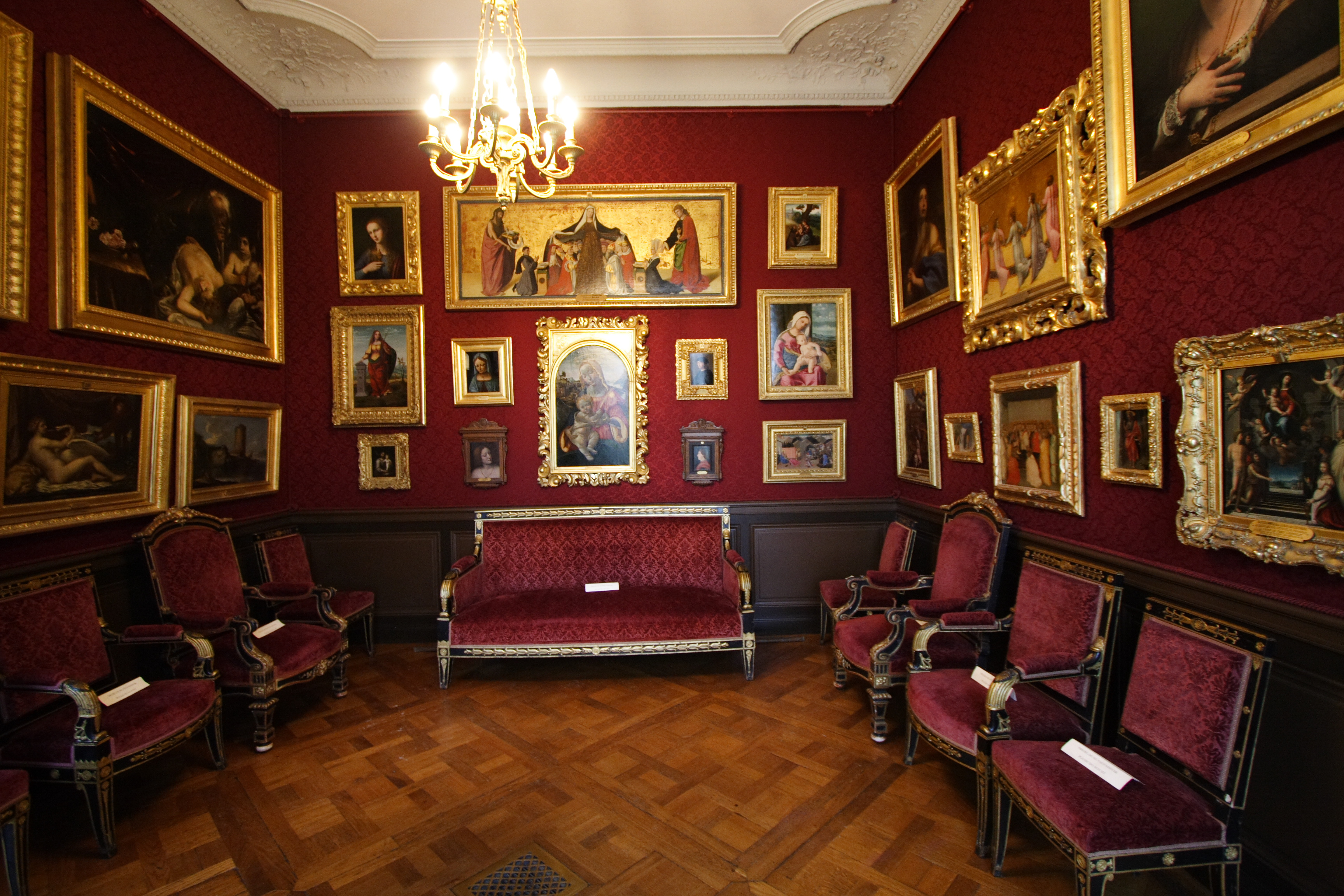
La sala Giotto, al logis, tenia les parets pintades de blanc a l'època del duc d'Aumale

El segle xix, el duc d'Aumale va encarregar construir les galeries de pintures a Honoré Daumet per acollir les seves col·leccions. Aquestes es troben al primer pis del castell. Són les següents:
- La galeria dels cérvols, construïda el 1880, era el menjador del duc d'Aumale. Es diu així perquè les parets, prop del sostre, estan envoltades per caps i banyes de cérvols. És una sala rectangular i fosca, amb una gran taula rectangular al mig, on es presenten alguns tapissos i dibuixos del castell. També servia al duc com a sala de recepció i és per a la qual s'entra a la següent galeria, la de pintures.
- La galeria de pintures és la més gran de totes. Rectangular, amb llum cenital (que entra només des del sostre) i matisada per deixar lliures de finestres totes les parets. S'hi troben la majoria de quadres de gran mida, de diferents èpoques i estils, entre els quals hi ha Gabrielle d'Estrées al bany (segle xvi),[1] La matança dels innocents (segle XVII), La chase au héron (segle xix), etc. amb autors com els classicistes francesos del segle xvii Nicolas Poussin i Philippe de Champaigne, el romàntic Eugène Delacroix, etc.
- La rotonda de la galeria de pintures es troba a l'extrem d'aquesta, en una de les torres del castell, està envoltada per finestres i coronada per una cúpula. En un principi albergava la col·lecció de dibuixos però després, en un desig de preservar-los de la llum, es van canviar de lloc i ara s'hi exposen les obres que es consideren millors del museu. Està presidida per la Madonna de Loreto, del renaixentista italià Rafael, a la seva dreta hi ha el Retrat de Simonetta Vespucci, una de les obres més conegudes de Piero di Cosimo, de l'escola florentina del renaixement, i també h ha altres pintures d'altres èpoques, països i temes, com per exemple l'Esmorzar amb ostres (França, 1.735).
- El logis s'estén des de la rotonda de la galeria de les pintures, a la dreta, fins a la torre següent, que fa cantonada a la dreta amb la façada principal d'entrada al castell. Un logis o logis senyorial era, a partir de l'Edat Mitjana, un edifici situat dins d'una fortificació i reservat a l'ús personal del senyor, el que a partir del segle xvii derivaria en mansió. Aquesta part del castell havia estat construïda al segle xix perquè hi fossin els apartaments del nebot, fillol i hereu del duc d'Aumale, el compte de Paris. Després de la llei d'exili de 1.886, el mateix duc d'Aumale els va manar transformar en deu petites sales d'exposició. L'obra exposada és molt diversa, hi ha pintura italiana dels segles XV i XVI, pintura francesa dels segles XV, XVI, xviii i xix, retrats renaixentistes (segle xvi) fets pel flamenc Corneille de La Haye i pel francès Jean Clouet, porcellanes i puntes de ganxet de Chantilly.

A la petita sala Clouet del logis es troben els retrats renaixentistes, de mida peita, que cobreixen completament les tres parets, que actualment es troben folrades de roba de color grana. Els retrats eren petits, d'una mida que sol estar entre el DIN-A5 i el DIN-A6, perquè es feien per a ser enviats per correu i presentar familiars que vivien lluny, de cara a matrimonis o batejos.
- La galeria de psique és una galeria passadís que porta des del fons de la galeria de les pintures, cap a l'esquerra, fins a la torre següent, on hi ha el cabinet de les gemmes. S'hi troba algun tapís, gravats i dibuixos, penjats a l'entrada i a la paret interna, però el que dona nom a la galeria són els 42 vitralls de les finestres de la paret oposada. Aquests il·lustren la història d'amor de psique i Eros, que estava molt de moda a França al renaixement, època en què es van fer. Els vitralls formen vinyetes en color os i a cadascuna de les quals hi ha un detall pintat en groc o en vermell, amb algunes frases escrites en francès i color negre. Accedint a la sala des de la galeria de les pintures hom recorre la història al revés. Per entrar en el sentit correcte -o cronològic de la història- hom ha d'entrar per una petita porta que hi ha al fons de la galeria dels cérvols, que dona a un estret passadís que, passant per la tribuna, acaba al gabinet de les gemmes i l'inici d'aquesta galeria.
- Il santuario és una petita sala quadrada a la qual s'accedeix des de la galeria de psique i que acull el que el duc d'Aumale considerava les seves obres més precioses. A la paret oposada a l'entrada hi ha dues petites pintures del renaixentista italià Rafael, Les Tres Gràcies i La Madonna de la Casa d'Orleans, que, junt amb l'esmentada Madonna de Loreto sumen tres, aquest museu és l'únic a França a tenir almenys tres pintures de Rafael. Les parets laterals estan cobertes per diverses fileres de miniatures del renaixentista francès del segle xv Jean Fouquet.
- El gabinet de les gemmes és una sala rodona situada en una de les torres, al fons de la galeria de psique i a la qual es podria entrar directament des de la sala dels cérvols, tot i que, com no hi ha indicacions de recorregut, els visitants tendeixen a sortir per aquest passadís i entrar des de la galeria de pintures. S'hi exposen esmalts i miniatures.
- La tribuna és una sala octogonal a la qual s'accedeix pel passadís que porta del fons de la galeria dels cérvols al gabinet de les gemmes. La sala, per expres desig del duc d'Aumale, es va construir imitant la Galeria dels Uffizi de Florència, on els Mèdici exposaven les obres mestres de les seves col·leccions. Les pintures exposades són molt variades, tornem a trobar autors com Poussin i Delacroix però també hi ha el neoclàssic francès Jean Auguste Dominique Ingres, el medieval Sassetta de Siena, el flamenc del segle xvii Anton van Dyck, etc.
- El gabinet dels llibres es troba en una altra ala del castell, amb els apartaments privats del duc d'Aumale. Estava dissenyat per a l'estudi i la lectura, dues aficions del duc. S'hi troben alguns tapissos però sobretot molts manuscrits i llibres rars, els quals en principi no es mostren al públic, tot i que de vegades es fan exposicions temporals amb alguns d'ells.

## Obres

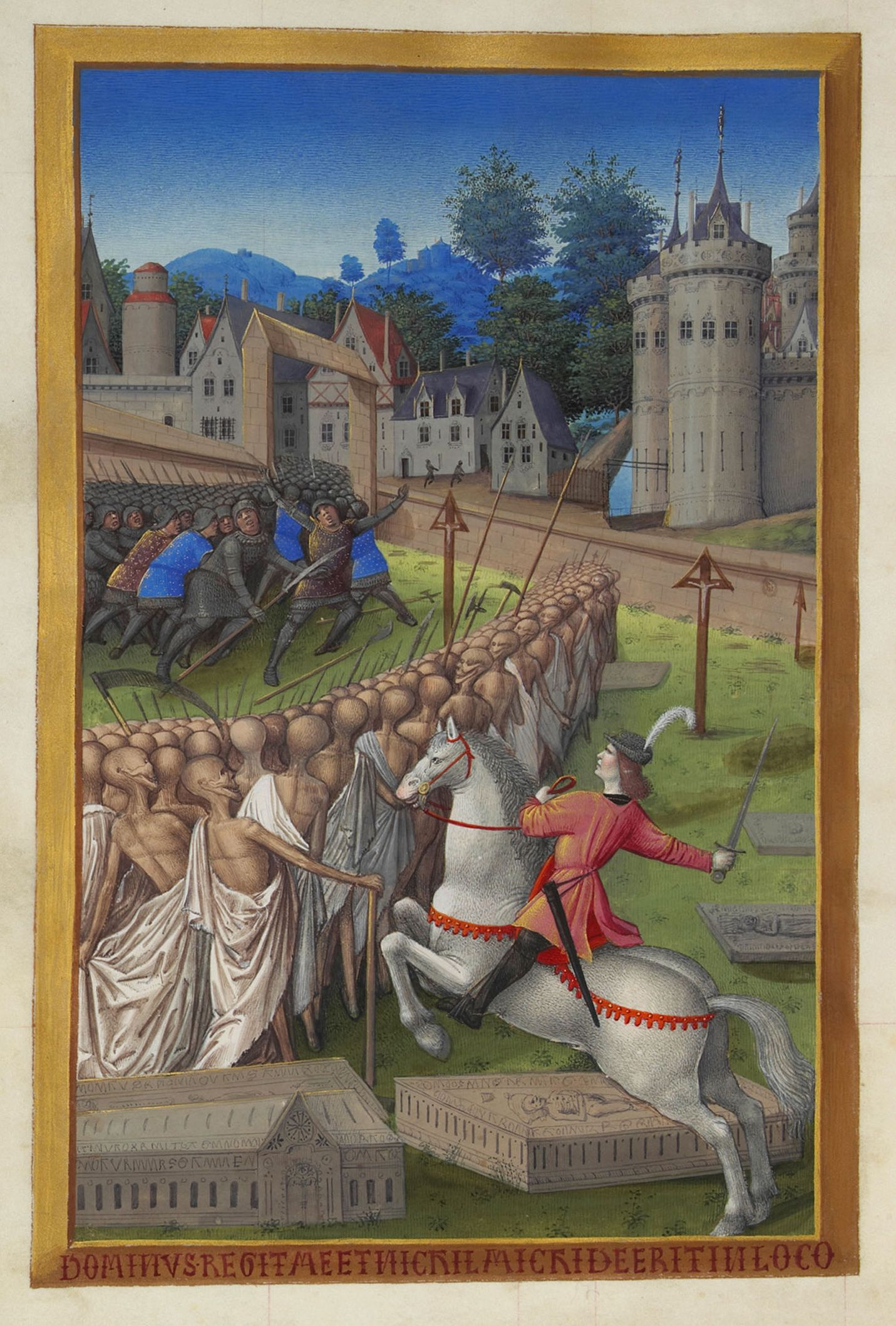
El cavaller de la Mort, il·lustració de Les molt riques hores del duc de Berry
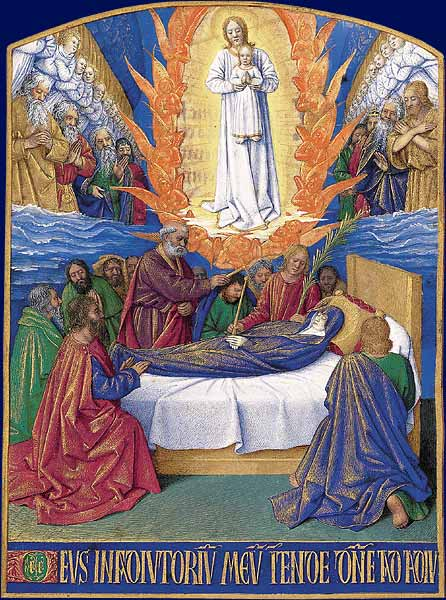
La mort de la Verge, exemple de miniatura de Jean Fouquet (segle XV) exposada a il santuario. El recull de miniatures, desmembrada al segle xviii (una altra part d'elles es troba, per exemple, al Louvre) formava part d'un llibre de pregàries que il·lustra diferents episodis de la vida de Maria, de Jesús o de màrtirs, corresponents a fragments d'oficis litúrgics i utilitzats per a la devoció privada. Els colors són primaris, molt vius, hi ha multitud de detalls, amb la idea de donar realisme, i èmfasi a la perspectiva.
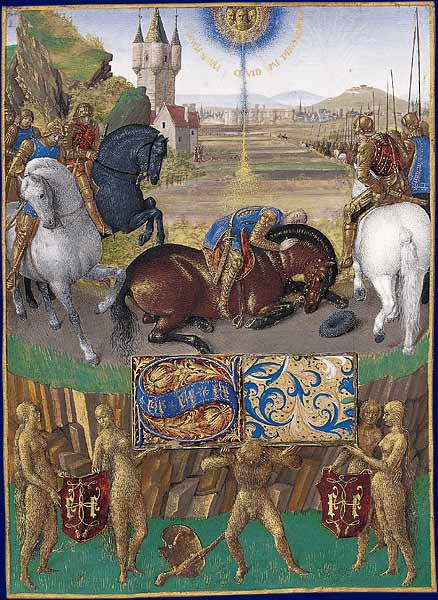
Jean Fouquet, La conversió de Sant Pau
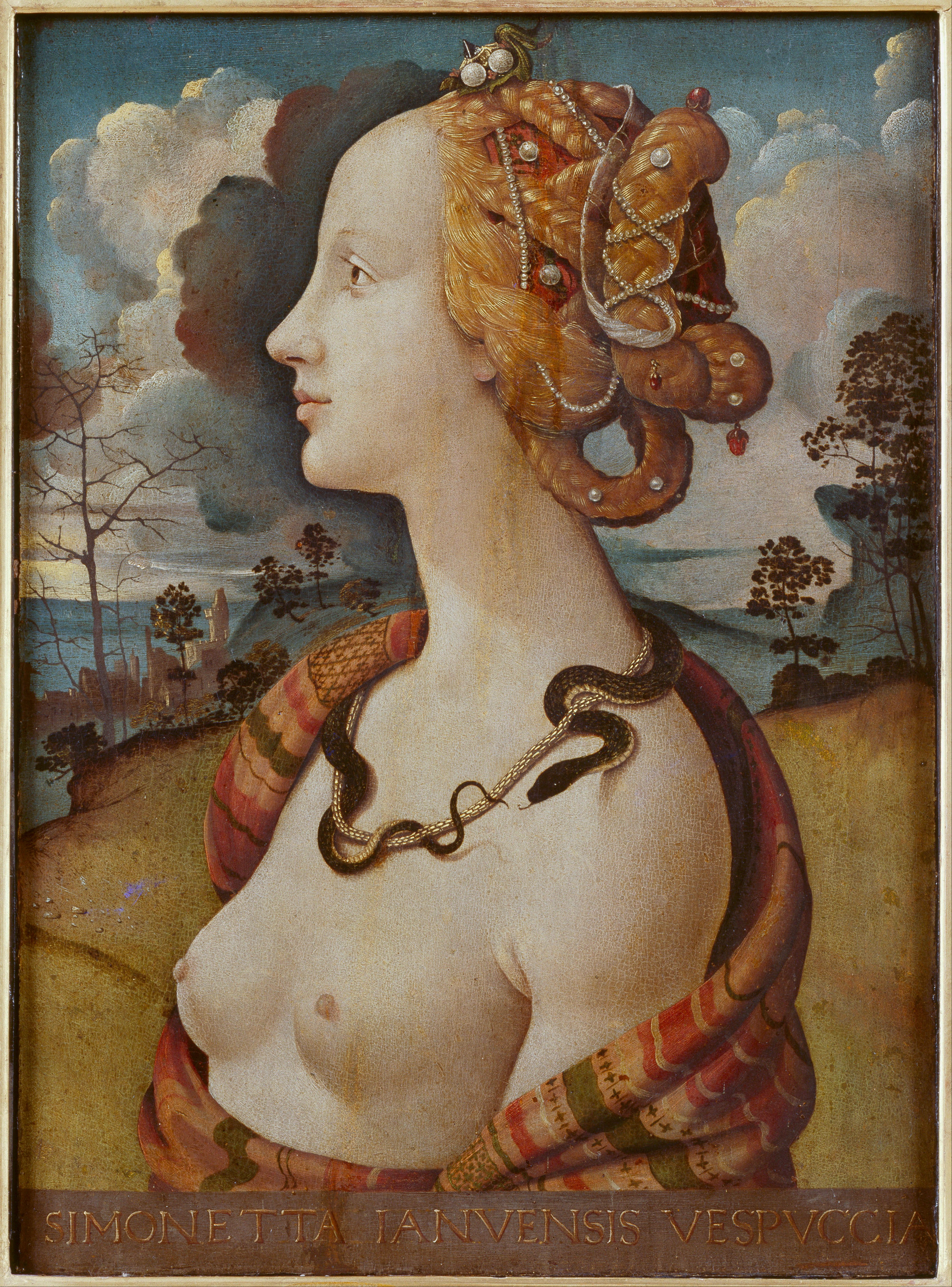
Piero di Cosimo, Retrat de dona, dit retrat de Simonetta Vespucci, pintat quan ja estava morta. La serp que es menja la cua és el símbol neoplatonià de la immortalitat.
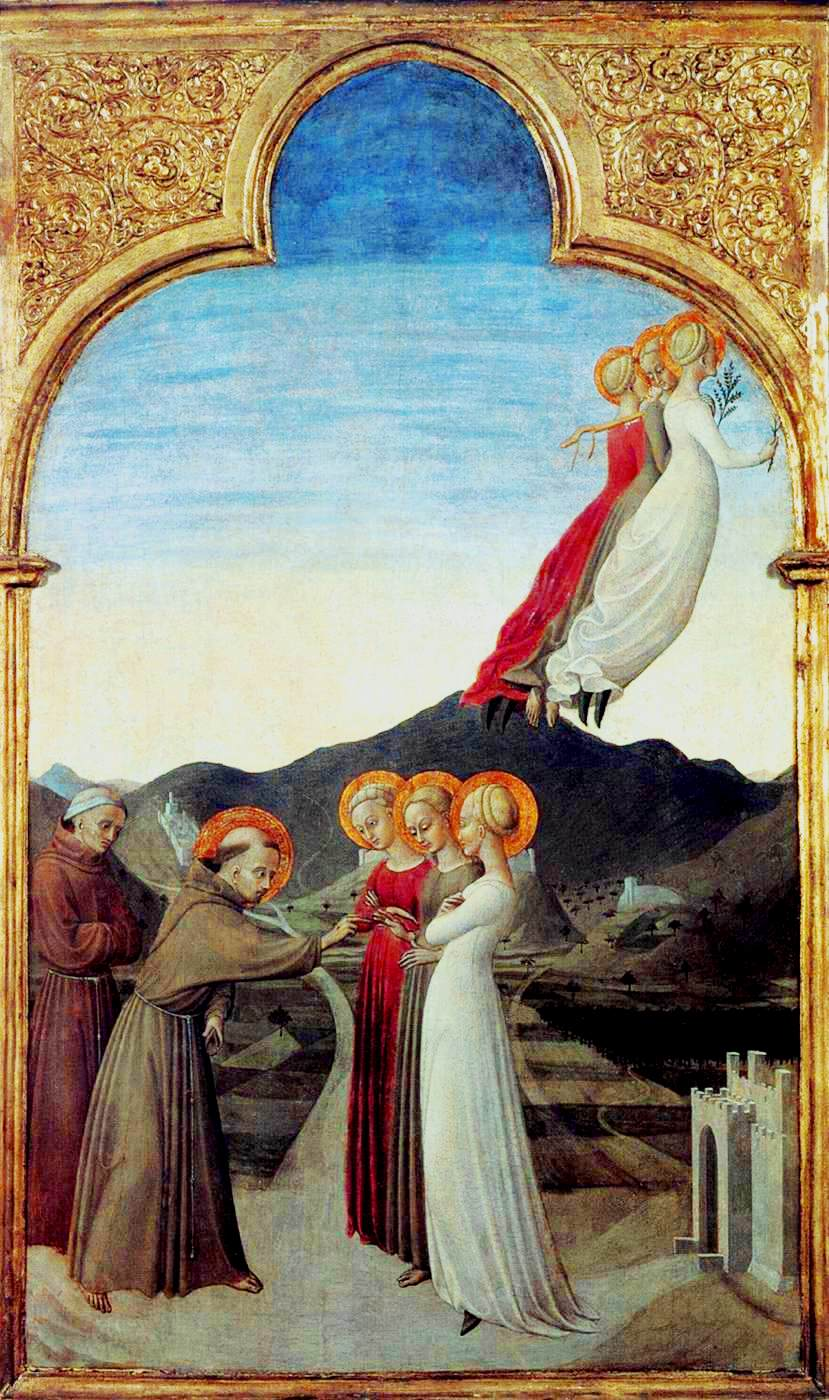
Sassetta, Casament de Sant Francesc amb la dama Pobresa
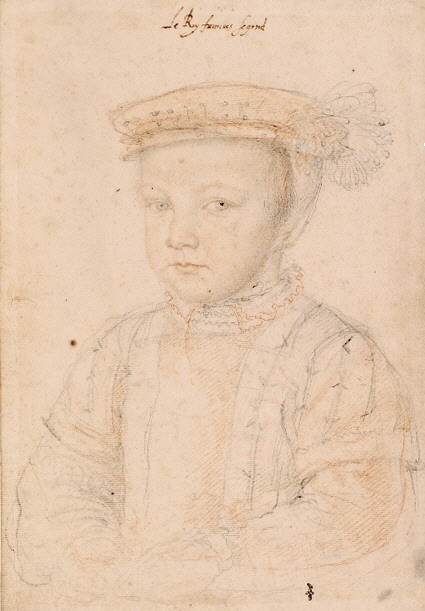
François Clouet, Retrat de Francesc II de França (dibuix)
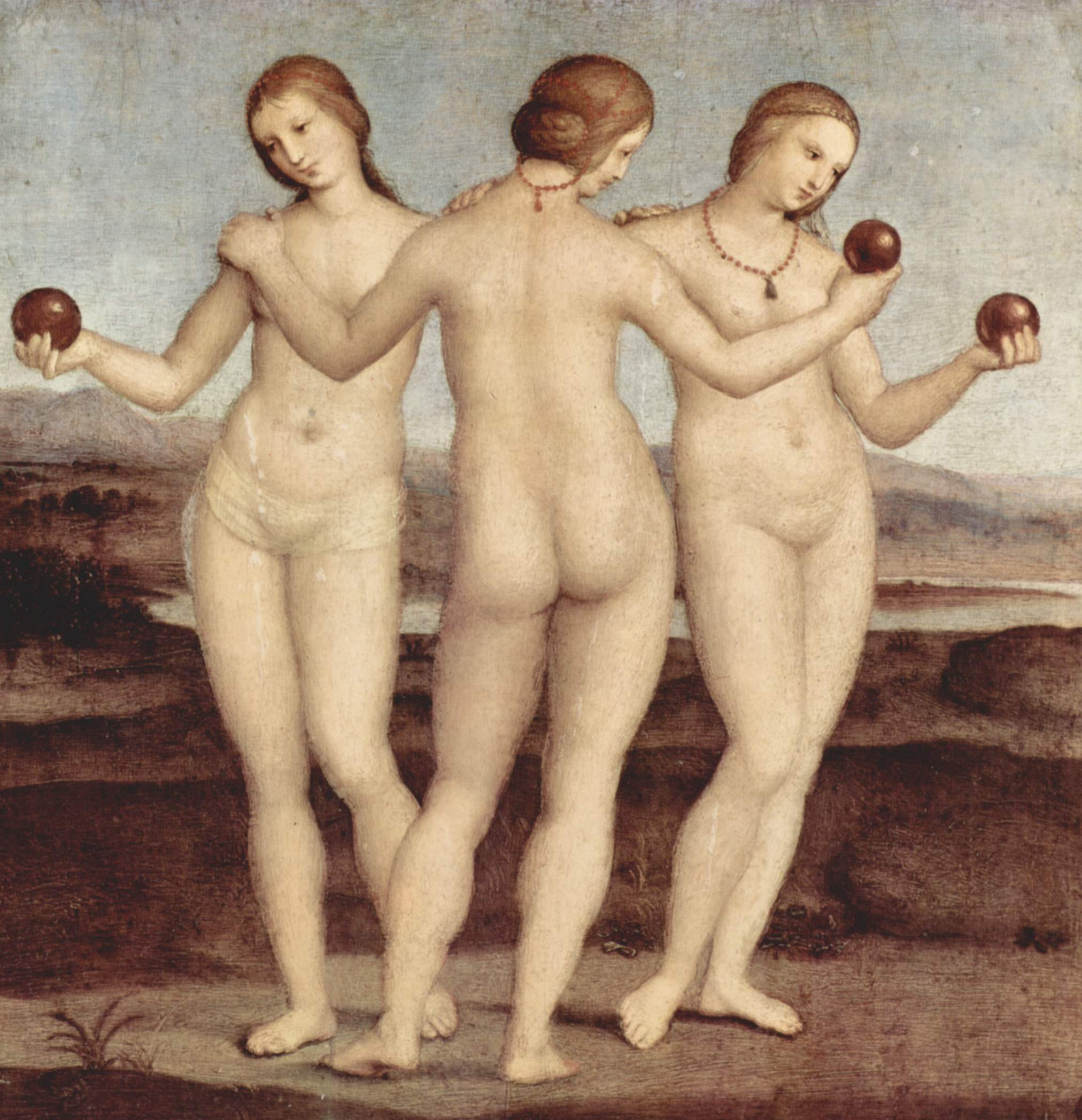
Rafael, Les Tres Gràcies, anys 1.500-1.505. És l'única pintura d'aquesta època del pintor que no té contingut religiós.
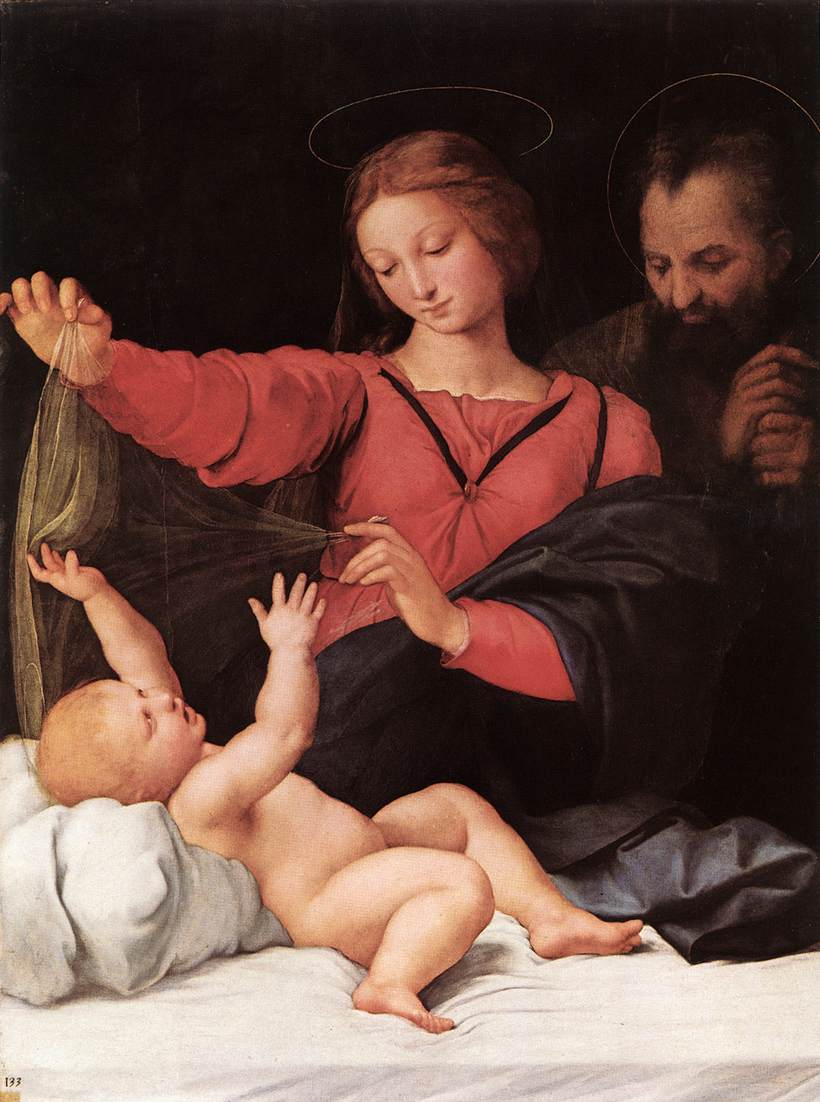
Rafael, Madonna de Loreto, pintada cap a l'any 1.509, va ser comprada pel sogre del duc d'Aumale pensant que es tractava d'una còpia. Es troba al mig de la paret a la dreta de la rotonda de la galeria de les pintures.
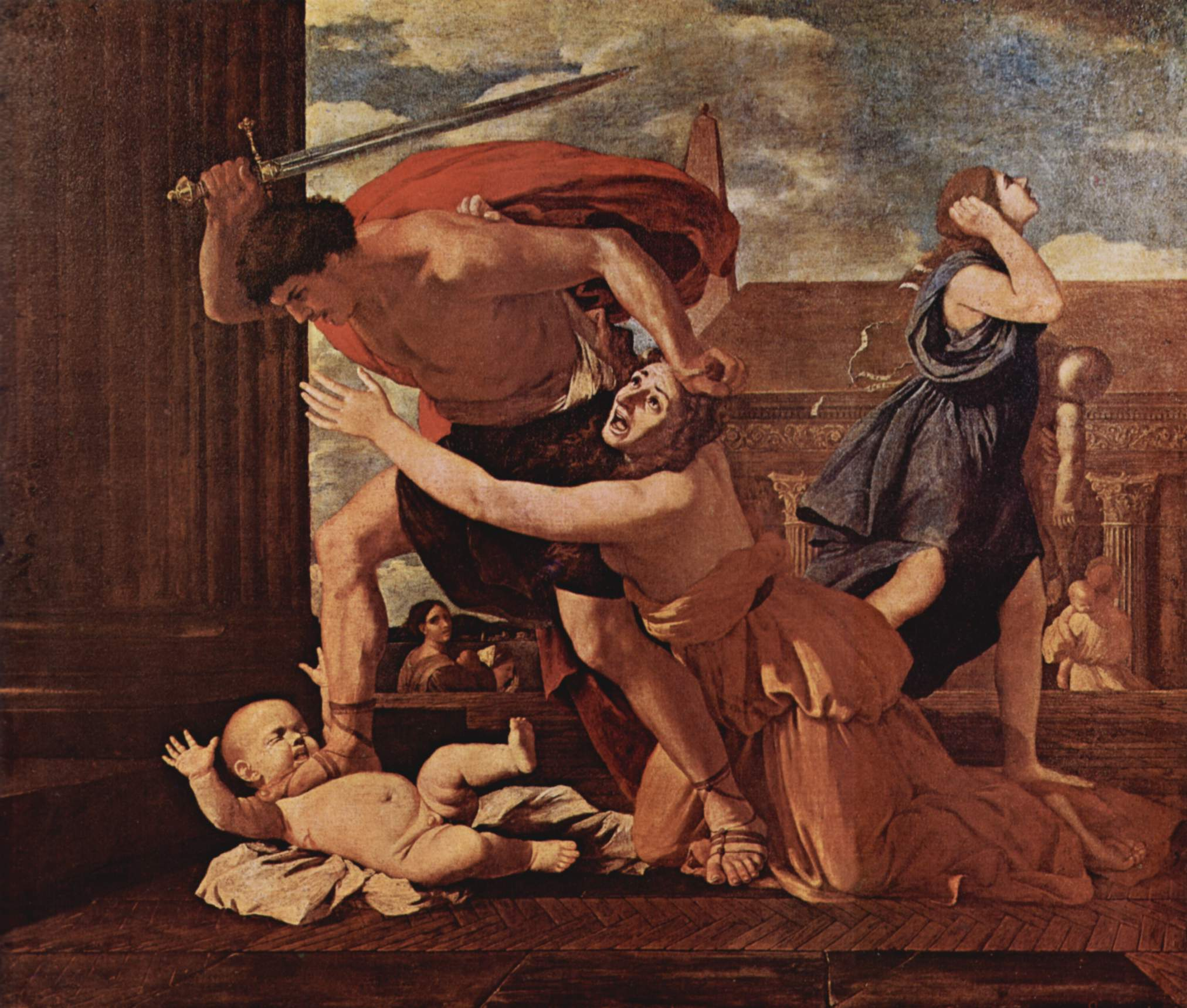
Poussin, La matança dels innocents, 1.628, exposat a la galeria de les pintures. Es tracta d'una composició molt lluminosa però sobretot molt expressiva, que "explica una història", com li agradava al duc d'Aumale
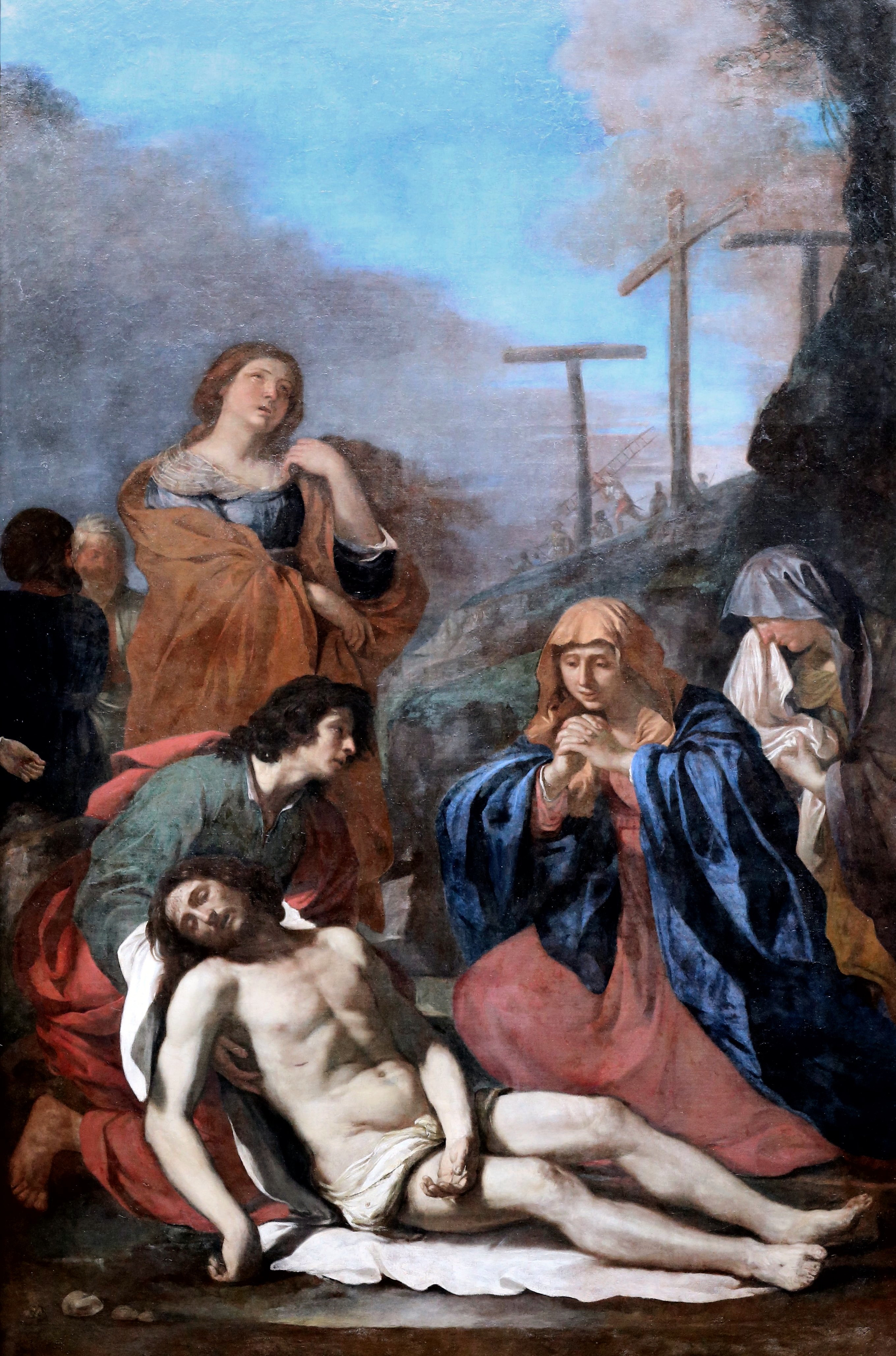
Guercino, Pietat
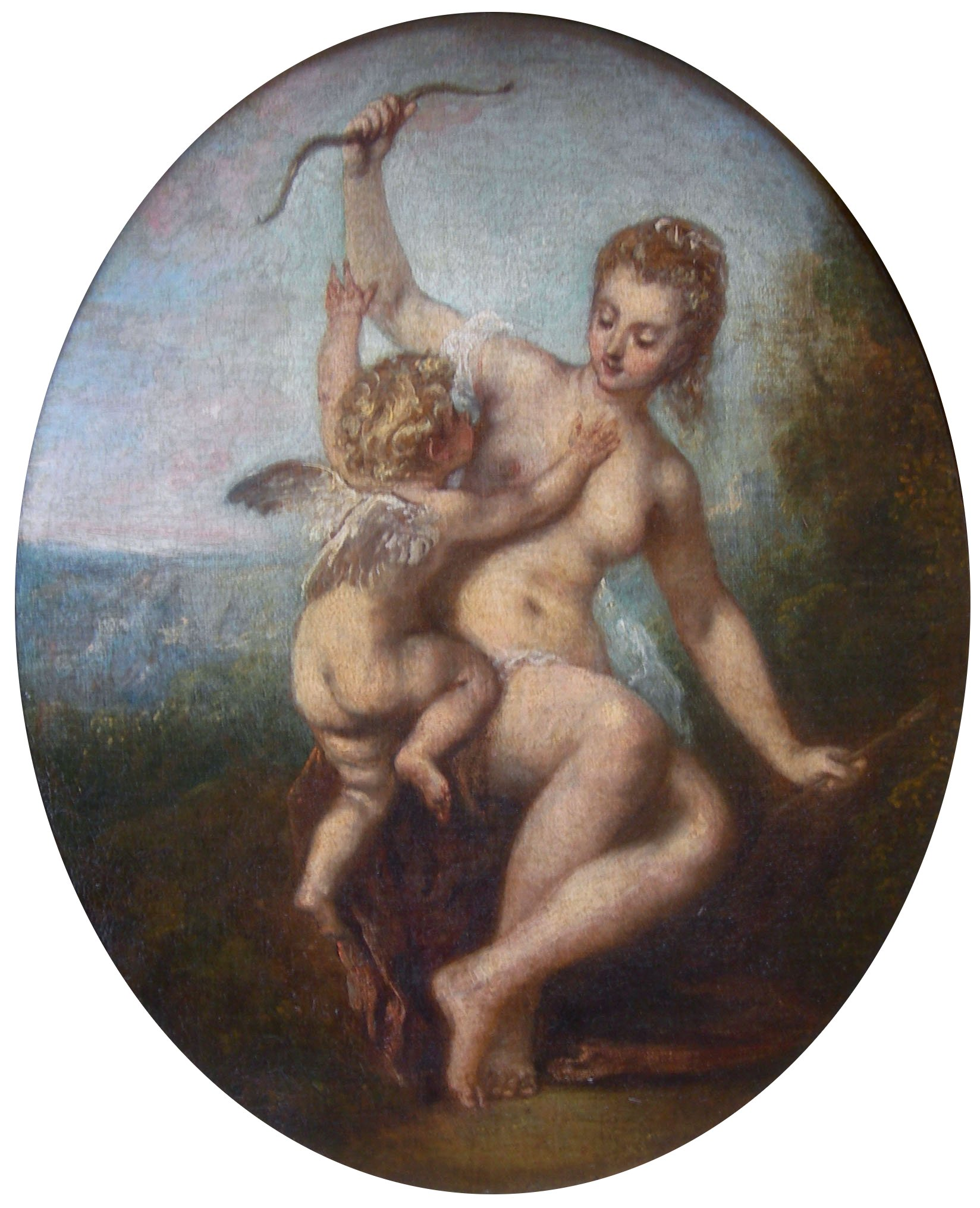
Watteau, Venus desarma a Cupido
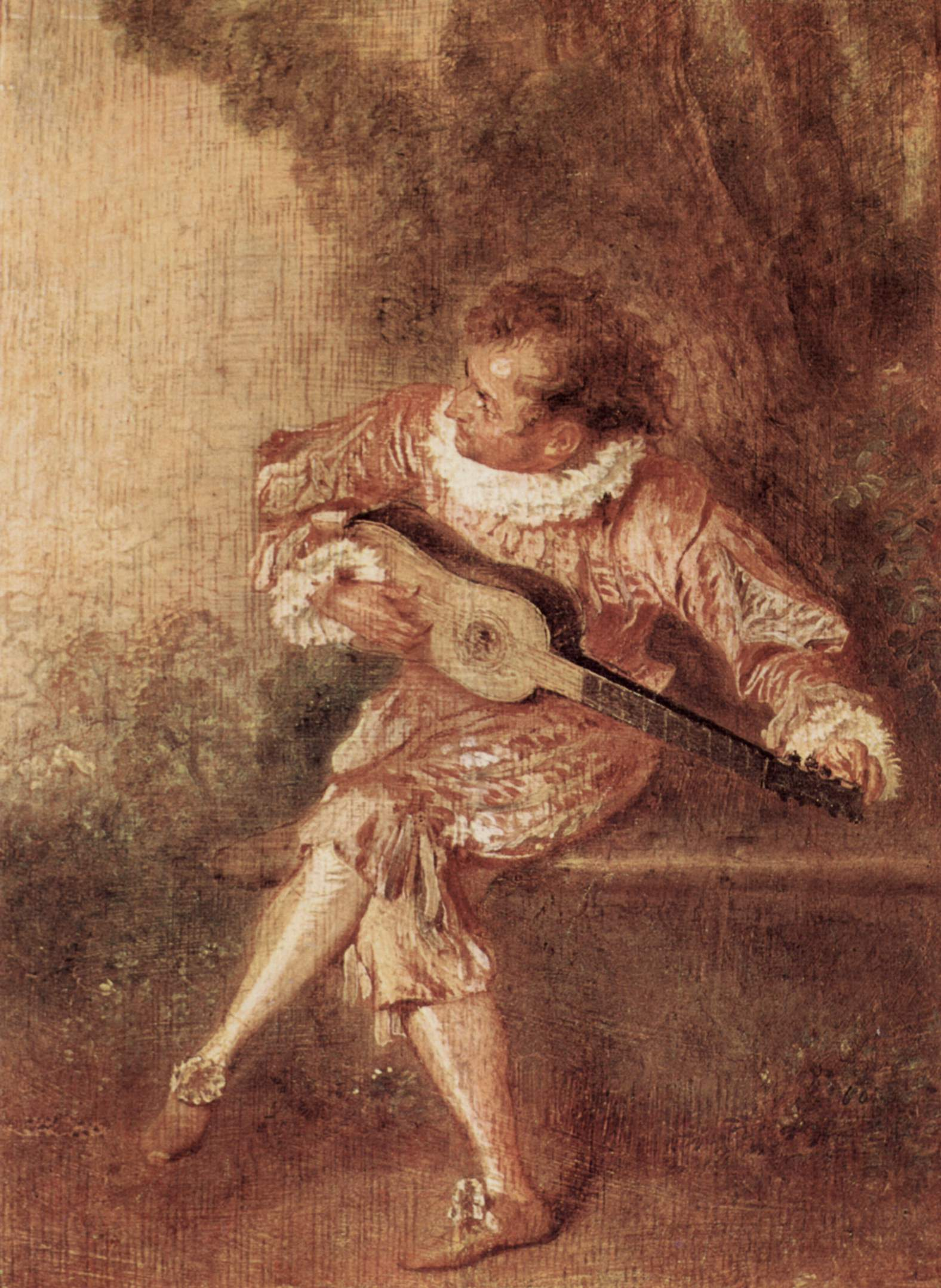
Watteau, La serenata, segle xviii. S'inspira en un personatge de la Comedia dell'Arte. Es troba a la sala Carolina del logis.
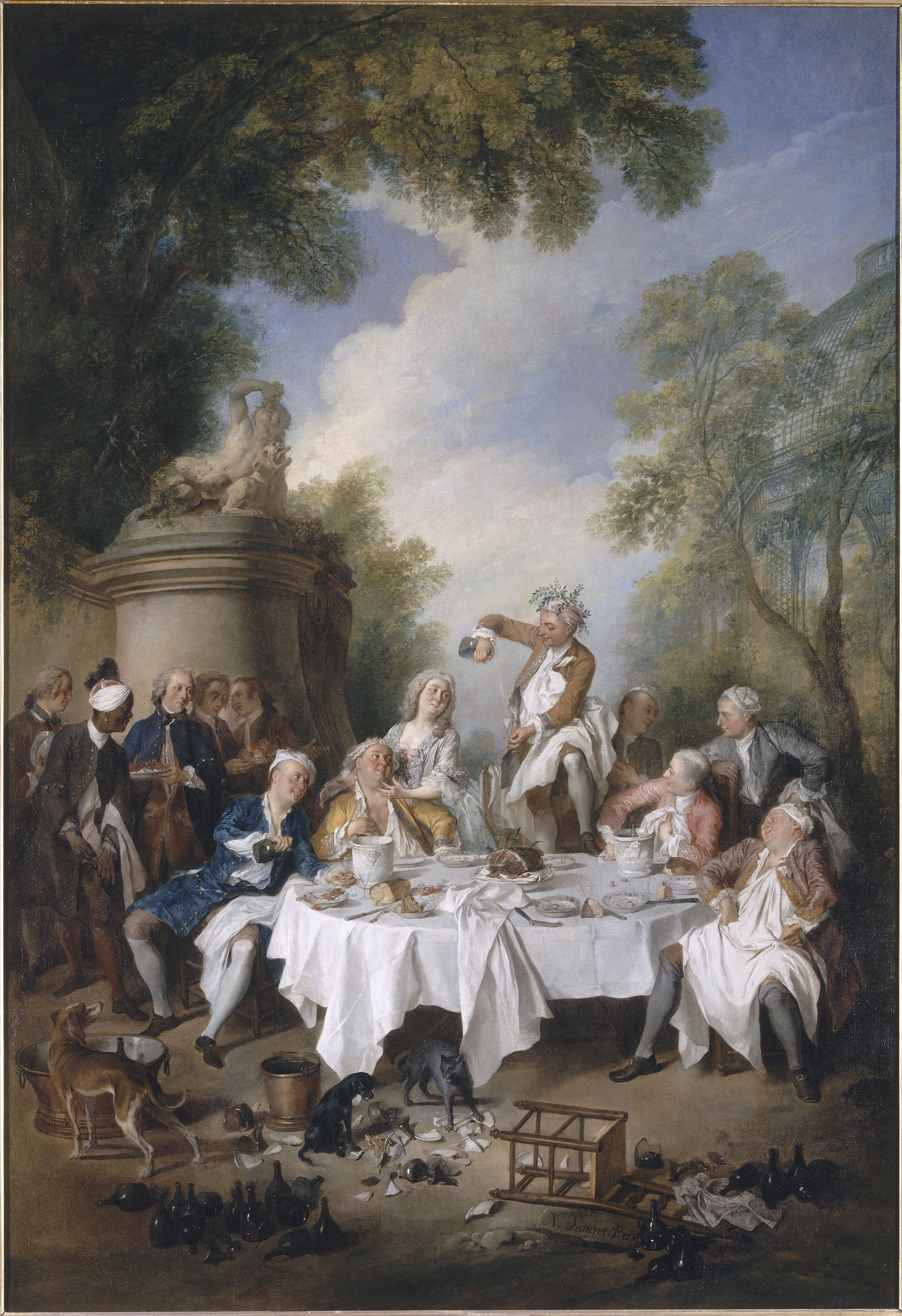
Nicolas Lancret, Banquet
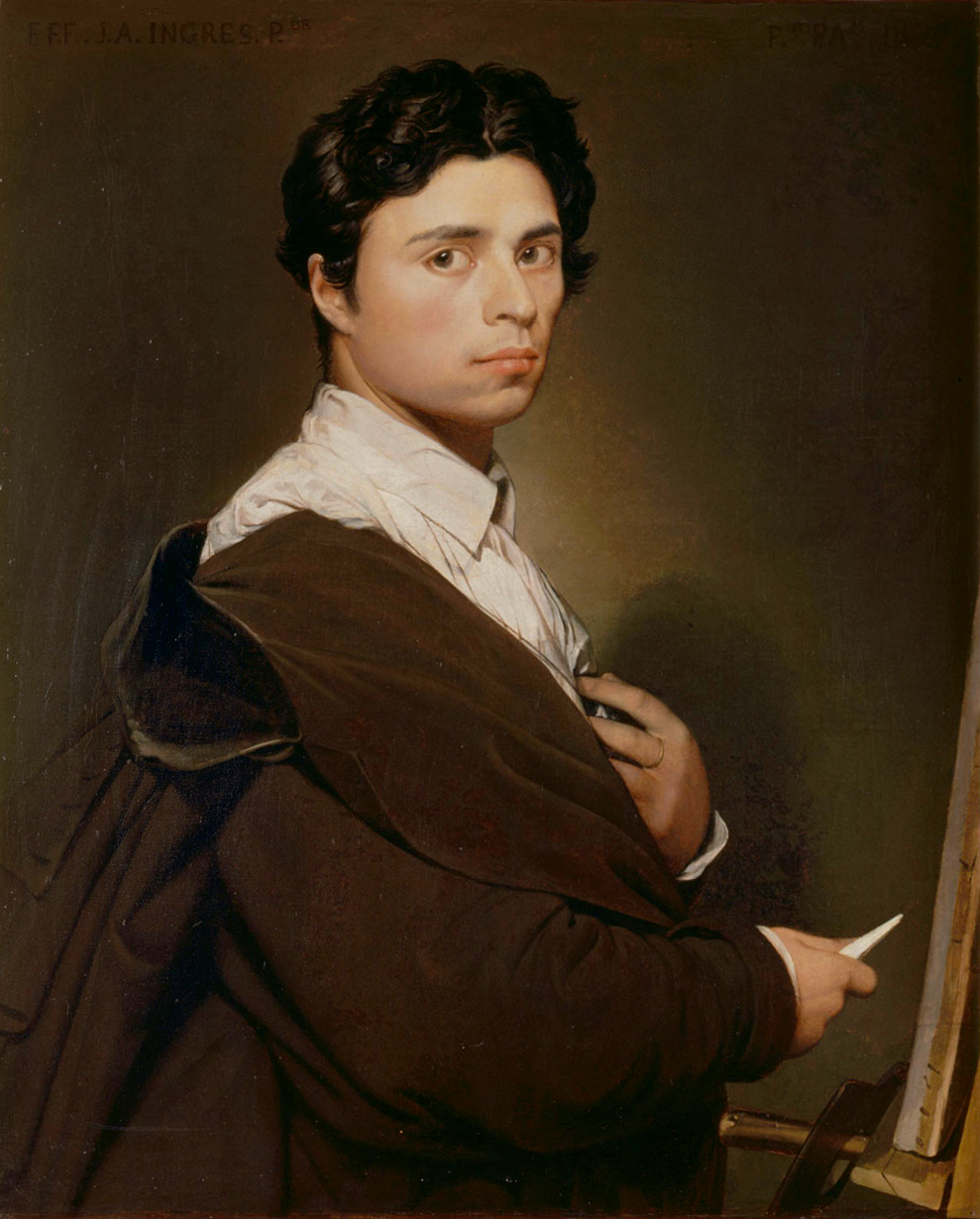
Ingres, Autorretrat als 24 anys. El pintor va anar retocant el quadre al llarg de la seva vida i no la va considerar acabada fins a tenir uns seixanta anys. Es troba a la tribuna.
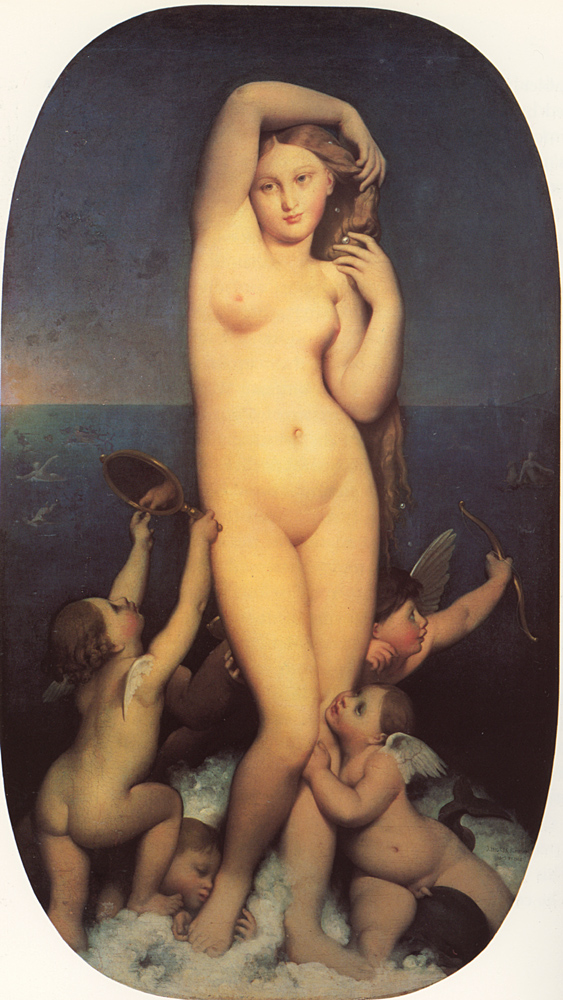
Ingres, Venus Anadiómena, segle xix. Anadiómena vol dir "nascuda de l'escuma", un episodi sovint representat. Hi trobem les deformacions corporals (fixeu-vos, per exemple, en el braç esquerre de la deessa, a l'alçada del pit) típiques del pintor.
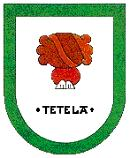
Gabrielle d'Estrées au bain, pintat l'any 1598-1599 seguint l'estil de l'Escola Francesa de l'època, el mateix que la va pintar amb la seva germana (Gabrielle d'Estrées et sa sœur la duchesse de Villars). Aquest quadre mostra l'amant predilecta del rei Enric IV de França nua a la banyera amb els seus dos fills en segon pla, el més petit en braços de la seva alletadora. Al seu costat hi ha una font amb fruita i flors, com al·lusió a la bellesa i fertilitat d'aquesta jove, que va morir a l'edat d'entre 16 i 19 anys, abans de casar-se amb el rei. Aquest quadre es troba a la galeria de les pintures. Al museu també hi és un retrat d'ella anònim.
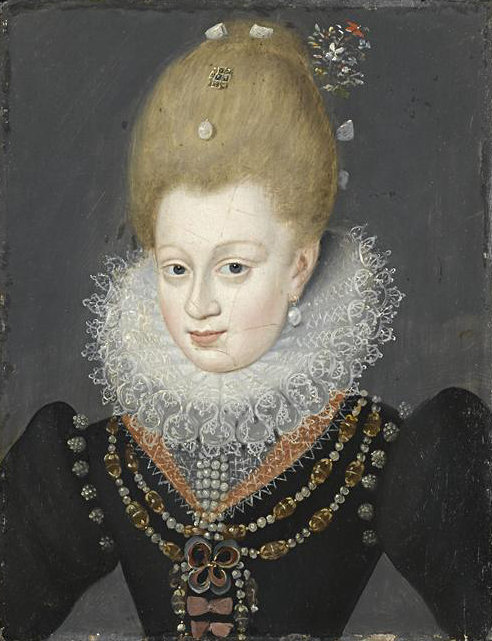
Retrat de Catherine Henriette de Balzac d'Entragues, anònim, segle xvi.
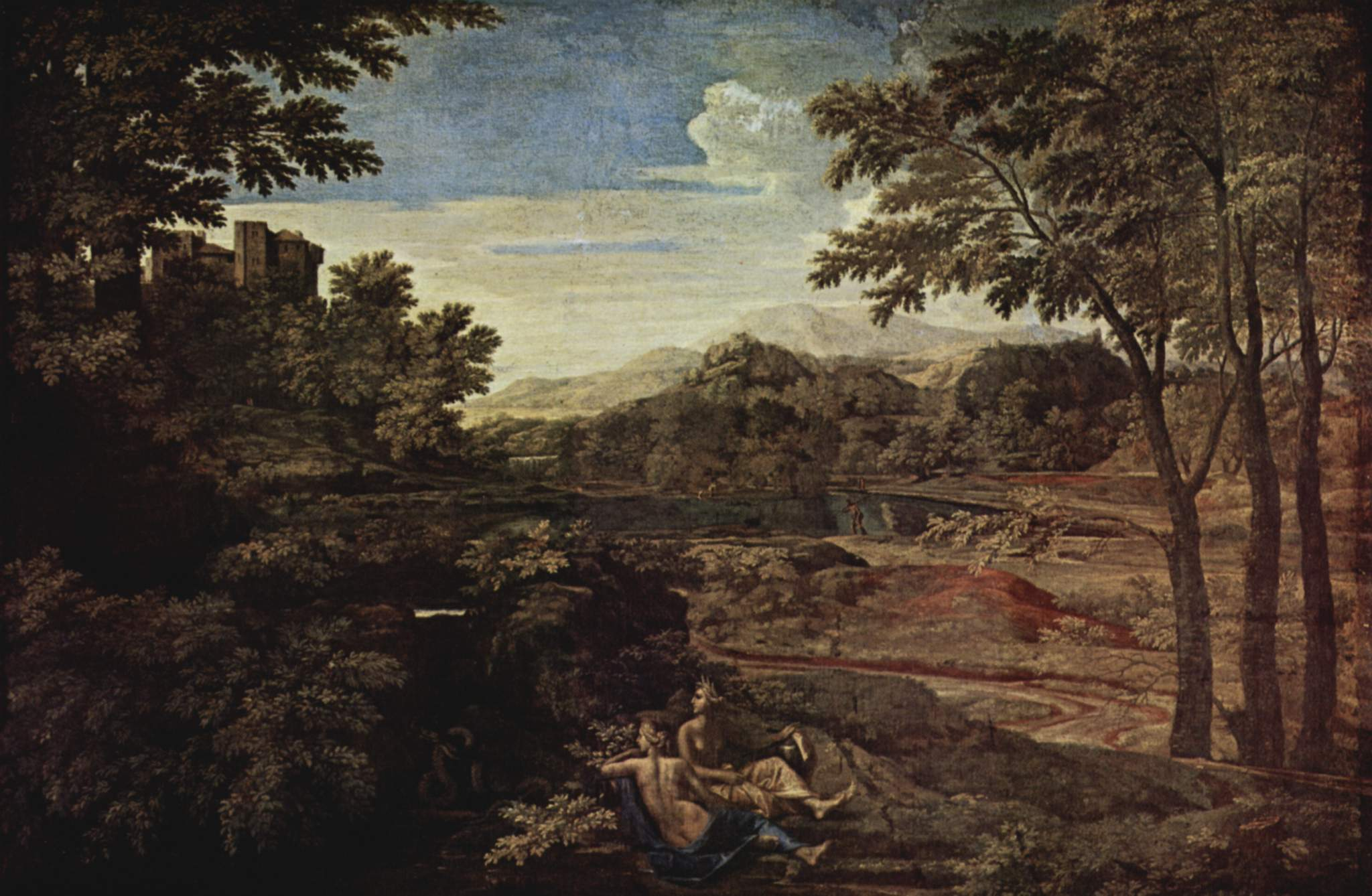
Paysage avec deux Nuymphes et un serpent, de Poussin, pintat a la fi de la seva vida. Al museu, aquest quadre està molt a prop de la Massacre dels Innocents, del mateix autor però estil molt diferent. Tots dos són a la paret de l'esquerra, entre el centre i l'entrada.
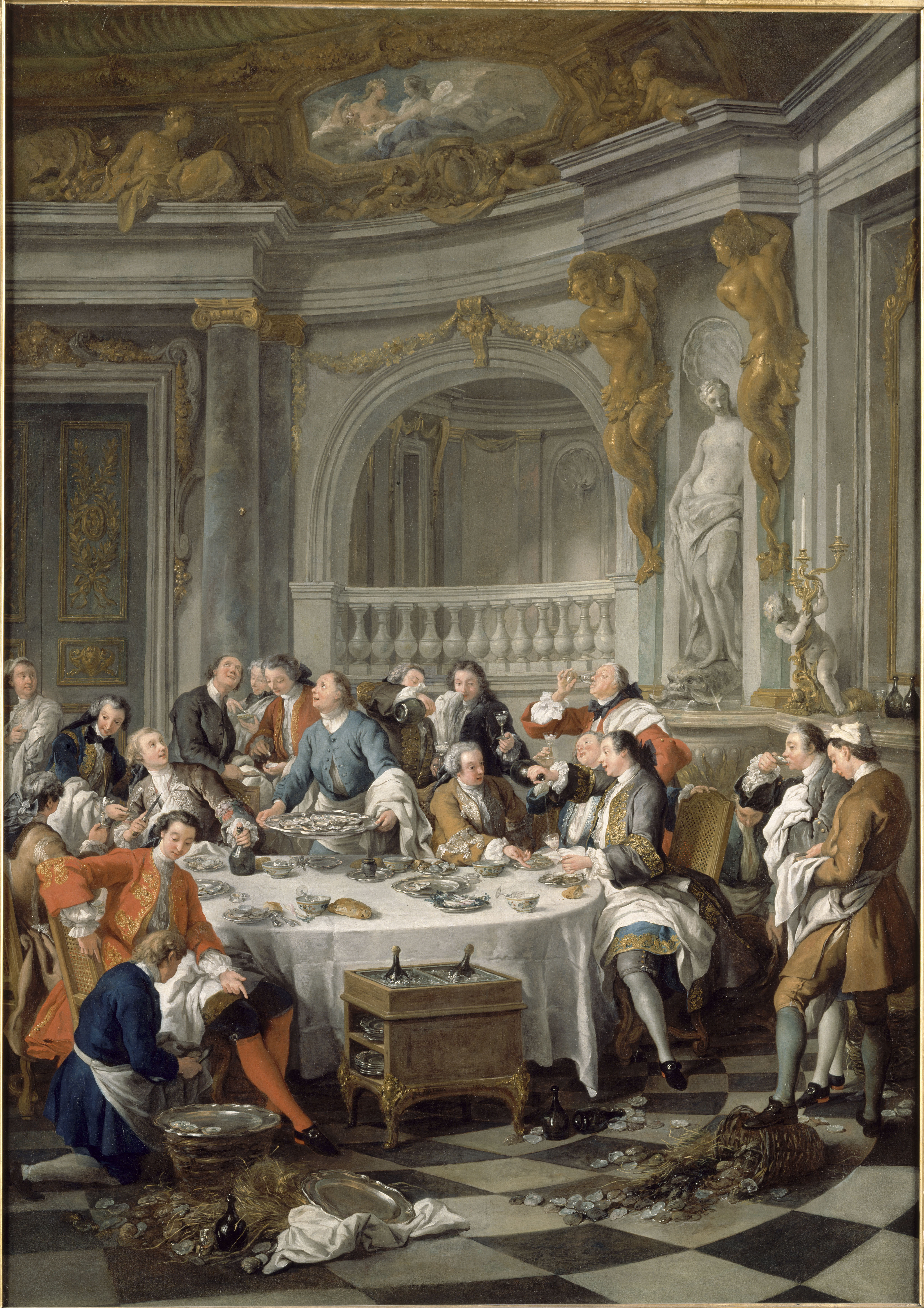
Le dejeuner d'huîtres, pintat el 1.735 per Jean-François de Troy, com a encàrrec d'un jove rei Lluís XV de França pel menjador dels petits apartaments del castell de Versalles. Il·lustra un nou costum dels reis de la seva època, la de menjar el que aleshores era un producte molt exòtic, les ostres, i, per primera vegada a la història, surt en una pintura el vi de xampany. De fet l'atenció dels comensals (tot homes) segueix, a més, les línies de perspectiva que coincideixen amb la columna situada al centreesquerra, on el tap d'una ampolla d'aquest escumós salta. És un dels pocs quadres ubicats a la rotonda de la galeria de les pintures.
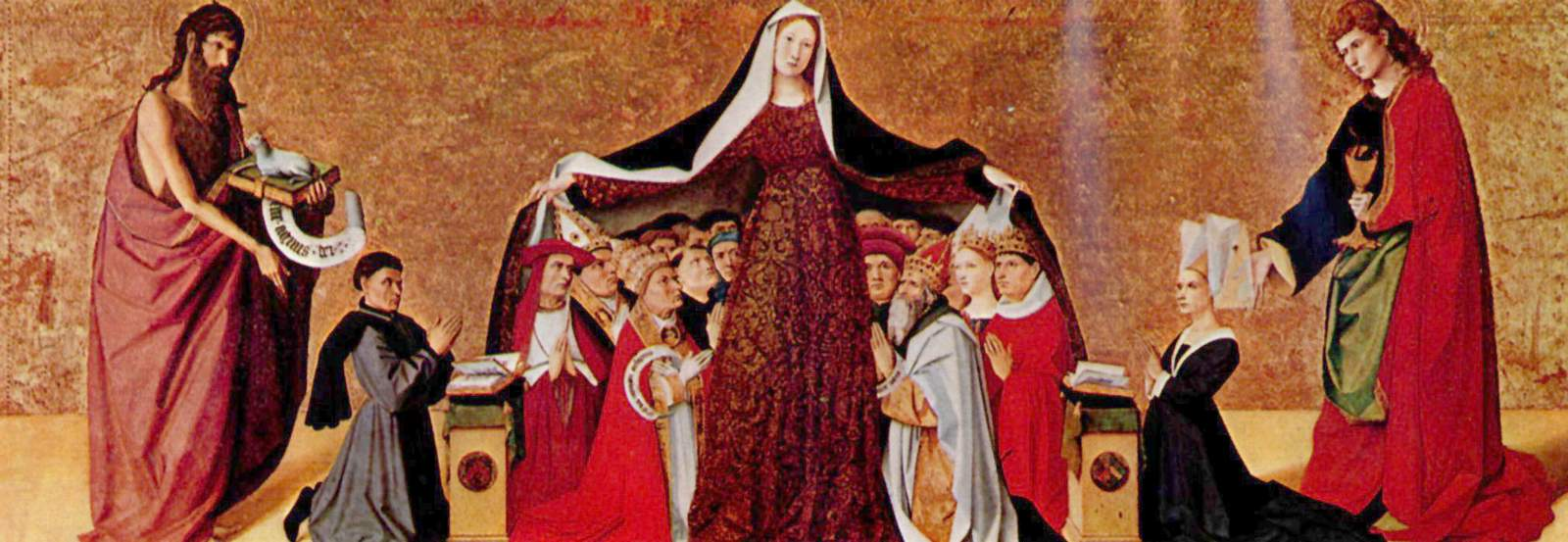
La Verge de la Misericordia (1.453), d'Enguerrand Quartonpresideix la sala del Giotto
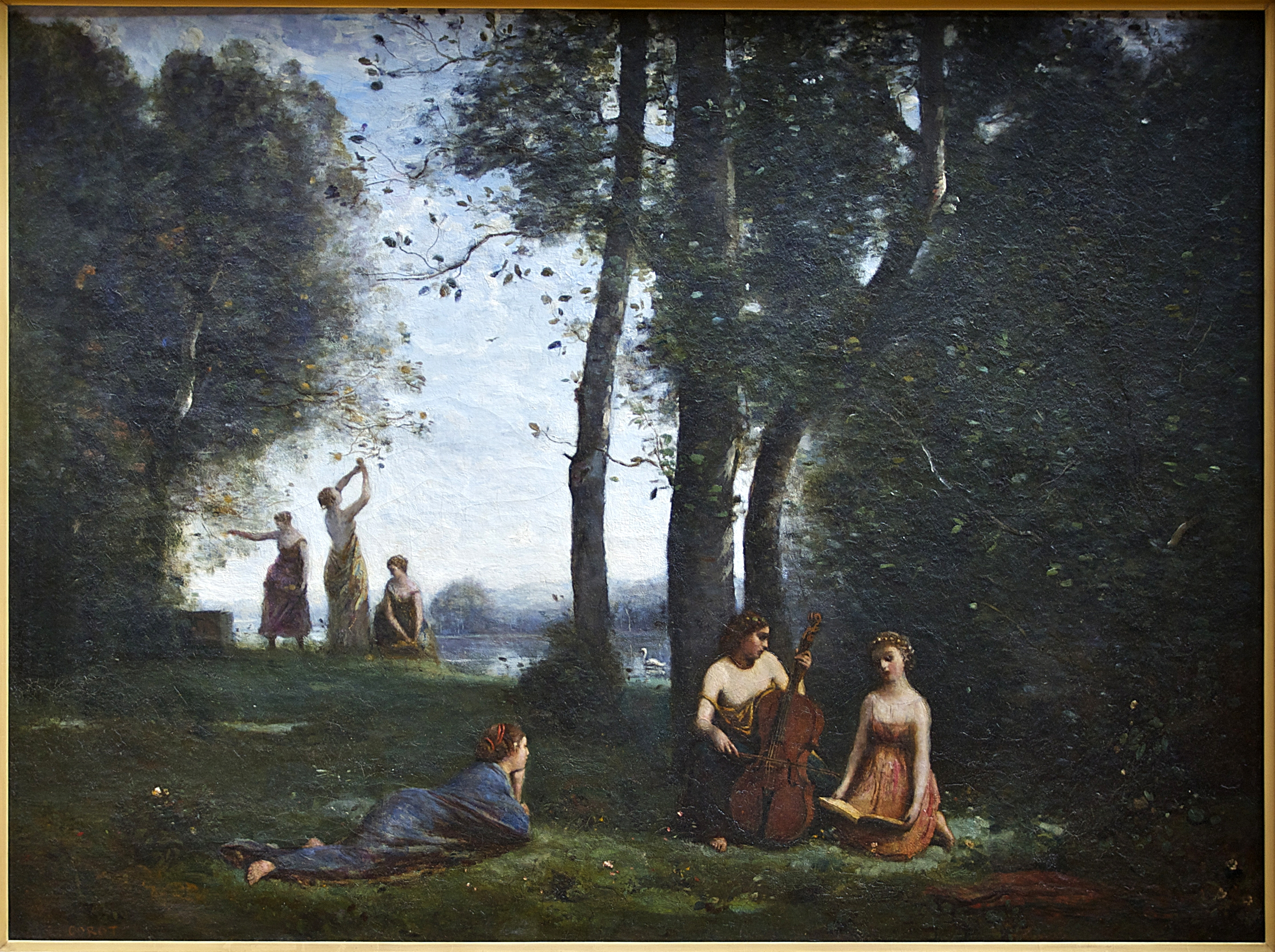
El concert campestre, de Jean-Baptiste-Camille Corot, 1.844-1.857, és l'obra més moderna del museu. No la més recent, sinó moderna en el sentit que, tot i que encara pertany al neoclàssic, la natura es comença a tractar de manera diferent, la llum i els arbres són més reals i deixen de semblar un decorat de fons (compareu, per exemple, amb el paisatge de dues nimfes de Poussin). El quadre, i l'obra de Corot en general, va ser determinant per a la pintura realista i impressionista, que el duc d'Aumale coneixia però no va voler incloure a la seva col·lecció.
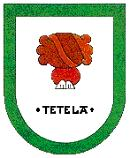
Retrat de Francesc I, de Jean Clouet
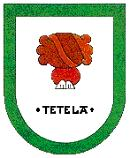
Le corps de garde au Marroc, d'Eugène Delacroix
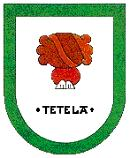
Les heures d'Etienne Chevalier, de Jean Fouquet, és una de les miniatures exposades a il santuario. Totes, excepte les dues de Rafael, són del mateix estil i de tema religiós. literalment hores, són els precs o el temps dedicat a pregar.